# Abgasnachbehandlung
Abgasnachbehandlung ist die Bezeichnung für Verfahren, bei denen die Verbrennungsgase, nachdem sie den Brennraum oder die Brennkammer verlassen haben, auf mechanischem, katalytischem oder chemischem Wege gereinigt werden. Andere Maßnahmen zur Emissionsminderung, die die Gemischbildung oder die Verbrennung beeinflussen (insb. Abgasrückführung), gehören nach dieser Definition nicht zur Abgasnachbehandlung. Bestimmte Emissionen (z. B. Blei, Schwefel) sind über die Begrenzung im Kraftstoff reduziert worden.
Obwohl man auch in anderen Bereichen von einer Abgasnachbehandlung spricht, beispielsweise bei der Rauchgasentschwefelung im Wärmekraftwerk, soll hier wegen der überragenden Bedeutung des motorisierten Individualverkehrs für die Luftqualität nur die Abgasreinigung speziell im Kraftfahrzeug besprochen werden.

## Allgemeines

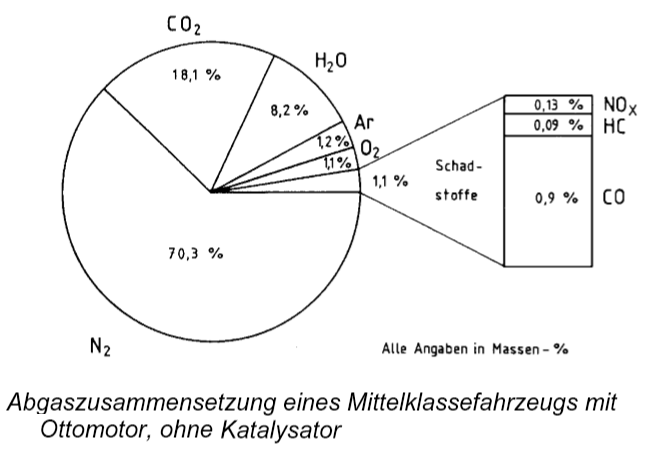
Rohabgas Massenanteile

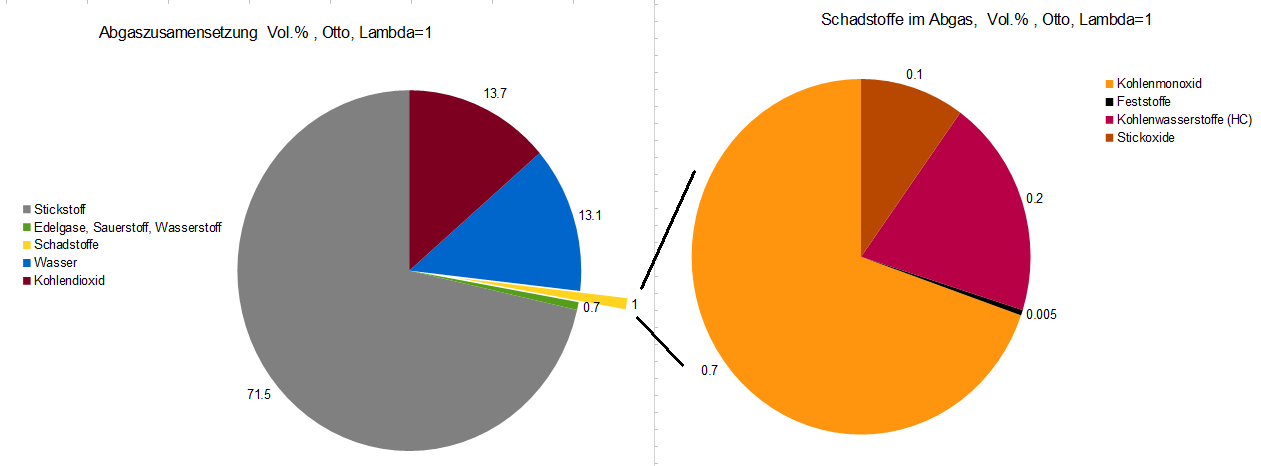
Rohabgas Volumenanteile

Die Abgase eines Verbrennungsmotors enthalten neben den unveränderten Luftbestandteilen Stickstoff und Argon und den Hauptverbrennungsprodukten Wasser und Kohlendioxid geringere Anteile von weiteren Stoffen (etwas mehr als 1 Vol.-%). Davon sind einige Komponenten nicht limitiert (z. B. Wasserstoff, in bestimmten Gesetzgebungen Methan), der überwiegende Anteil ist aber als Schadstoff klassifiziert und begrenzt.
Das Kernprinzip ist die oxidierbaren Schadstoffe (CO, HC) an Edelmetallbestandteilen wie Platin, Palladium oder Rhodium zu CO2 und H2O zu oxidieren und die reduzierbaren Schadstoffe wie NOx mit motorischen CO oder zugesetztem Reduktionsmitteln wie Harnstoff zu N2 zu reduzieren.
Für die Zusammensetzung des Abgases werden überwiegend Mol- bzw. Volumenprozente angegeben, es sind aber auch Darstellungen in Massenanteilen üblich. Da die Abgasbestandteile sehr unterschiedliche Molekulargewichte haben, sind die Zahlenwerte speziell für die leichten Bestandteile (H2,H2O) je nach Bezug auf Volumen oder Masse stark unterschiedlich.
Ottomotoren, werden aktuell (2019) überwiegend mit festem Luft-zu-Kraftstoff-Verhältnis betrieben (Verbrennungsluftverhältnis λ nahe 1) und haben deshalb eine in den Hauptbestandteilen konstante Abgaszusammensetzung (siehe Diagramme). Bei mager betrieben Ottomotoren oder Dieselmotoren kommt zusätzlich eine variable Menge Luft hinzu, so dass die Abgasmenge größer wird und sowohl die Hauptverbrennungsprodukten Wasser und Kohlendioxid als auch die Schadstoffe verdünnt werden, also bei gleicher Masse in geringerer Konzentration im Abgas enthalten sind.
In der Abgasgesetzgebung wird daher nicht der Schadstoffanteil im Abgas begrenzt, sondern die Emission bezogen auf eine geleistete Arbeit des Motors oder auf eine zurückgelegte Wegstrecke des Fahrzeugs.
Ohne Abgasnachbehandlung sind die weltweit gültigen Schadstofflimits nicht einhaltbar.

## Einführung
In Deutschland hat die Entwicklung mit der gesetzlich vorgeschriebenen Einführung des geregelten Drei-Wege-Katalysators für Fahrzeuge mit Ottomotoren 1985 begonnen. Fahrzeugkäufer, die vor Fälligkeit ein Neufahrzeug mit geregeltem Katalysator erwarben, wurden durch Steuernachlässe belohnt. Auch für den nachträglichen Einbau eines ungeregelten Katalysators gab es eine Zeit lang steuerliche Anreize.
Für Fahrzeuge mit Dieselmotoren hingegen gab es lange Zeit nur eine Abgasnachbehandlung ohne Verringerung der Stickoxidemissionen, die allerdings beim Dieselmotor deutlich geringer sind. Der Oxidationskatalysator konnte nur die unzureichend verbrannten Abgasbestandteile – Kohlenmonoxid (CO) und Kohlenwasserstoffe (CxHy) – aufoxidieren und unschädlich machen. Mit der Abgasnorm EU3 wurden im Jahr 2000 für den Dieselmotor Grenzwerte für NOx festgelegt und der SCR-Kat und der NOx Speicherkatalysator eingeführt. Partikelfilter wurden dagegen zuerst beim Dieselmotor eingeführt und für Ottomotoren wurden erst mit der Abgasnorm EU6 ab 2015 die Partikel teilweise begrenzt.
Wegen der prinzipbedingten Unterschiede zwischen ottomotorischen und dieselmotorischen Arbeitsverfahren, müssen auch die Möglichkeiten der Abgasnachbehandlung getrennt betrachtet werden.

## Abgasnachbehandlung bei Ottomotoren

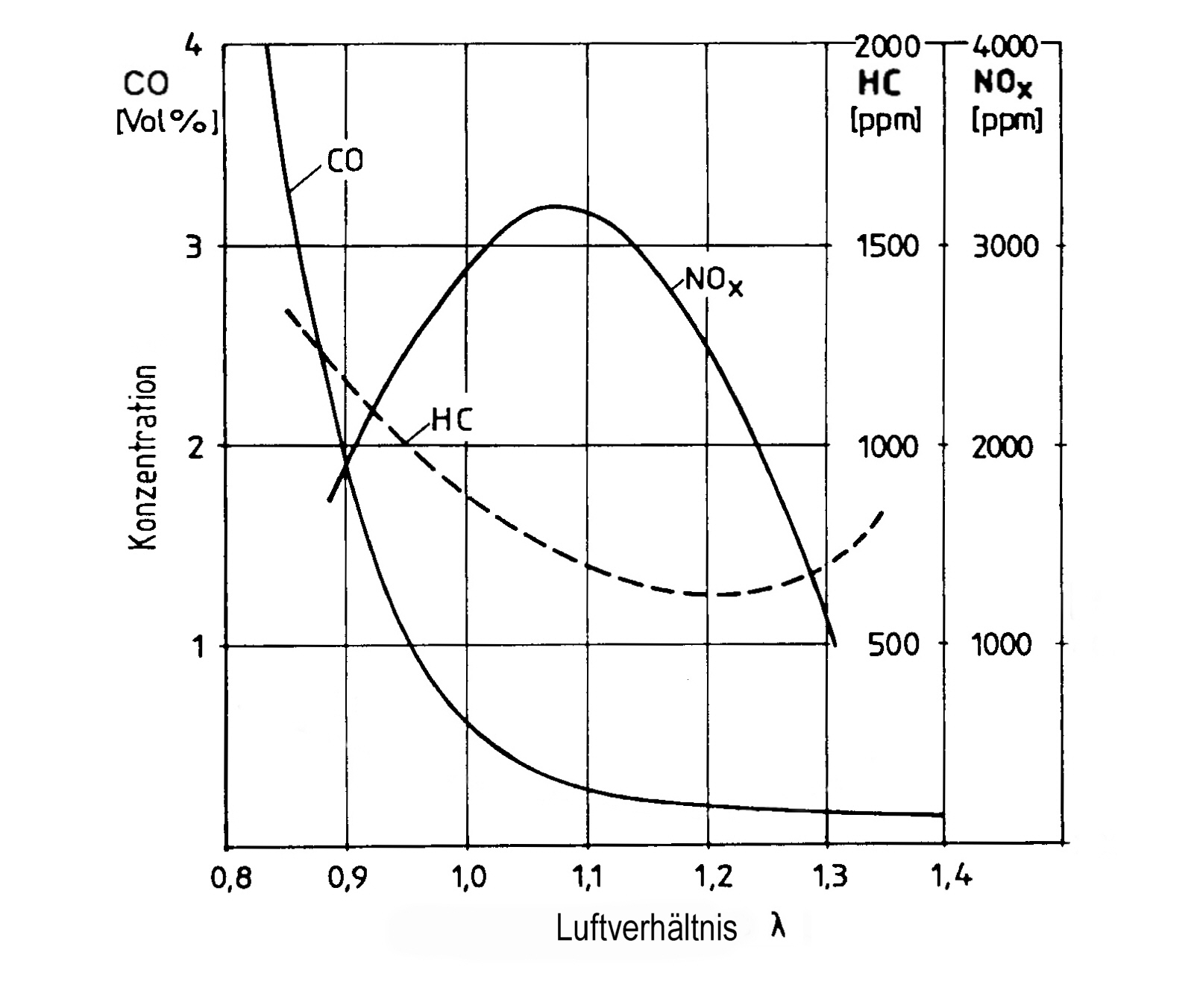
Verläufe der Schadstoffkonzentrationen im Abgas eines Motors als Funktion vom Verbrennungsluftverhältnis λ.

Beim Ottomotor muss sich das Luftverhältnis innerhalb der Zündgrenzen befinden, das heißt zwischen ca. 0,6 und ca. 1,5. Jenseits der Zündgrenzen muss mit unrundem Motorlauf, Aussetzern und exorbitantem Anstieg von Emissionen und/oder Kraftstoffverbrauch gerechnet werden. Es ist nicht das Betriebsverhalten des Motors, das ein exakt auf 1 geregeltes Luftverhältnis erfordert. Im Gegenteil: im leicht fetten Bereich wäre die Leistungswilligkeit des Motors größer, im leicht mageren Bereich wäre der spezifische (auf die Leistung bezogene) Verbrauch niedriger.

### Geregeltes System
Es ist der Katalysator, der zwingend eine Regelung des Luftverhältnisses auf λ = 1 erfordert. Nur dann können alle Komponenten im Abgas gemindert werden, sowohl im oxidativen Bereich als auch im reduktiven Bereich. Daher stammt die Bezeichnung geregelter Katalysator.
Die Leistung wird beim Ottomotor durch die eingesetzte Gemischmenge im Brennraum eingestellt (Quantitätsregelung). Die Einstellung der Menge wird durch eine Drosselung vorgenommen, die Zusammensetzung des Gemisches bleibt aber prinzipiell unverändert bei λ = 1.
Die Grafik der Schadstoffkonzentrationen als Funktion vom Luftverhältnis zeigt, dass ausgerechnet bei λ = 1 kein optimaler Zustand für die Rohemissionen vorherrscht. Wenn man den Verläufen von links nach rechts folgt, also in Richtung größer werdendem λ, sind CO und HC (unverbrannte Kohlenwasserstoffe) noch nicht sehr weit abgeklungen im Vergleich zu dem fetten Bereich. Stickoxide (NOx) haben ihr Maximum bei etwa λ = 1,1. λ = 1,0 ist jedoch für eine katalytische Abgasreinigung der optimale Wert. Denn in diesem engen Bereich liegt für die Oxidation von CO und HC ein ausreichend hoher Sauerstoffgehalt vor. Für die Reduktion der Stickoxidmoleküle jedoch ist es notwendig, im Abgas immer einige potentielle Reaktionspartner zur Verfügung zu stellen, die den frei werdenden Sauerstoff aufnehmen können. In einer Atmosphäre mit ständigem Sauerstoffüberschuss ist das nicht möglich.
Wegen dieser Zusammenhänge muss der Motor in einem sehr engen Bereich λ = 1 ± 0,005 betrieben werden. Man spricht von einem Katalysatorfenster. Diese Genauigkeit ist nur durch eine präzise Regelung des Gemischs mit einer λ-Sonde als Sensor vor dem Katalysator zu erreichen.

### Ungeregeltes System
In den ersten Jahren nach der gesetzlichen Einführung des 3-Wege-Katalysators (geregeltes System) 1985 hat man bei bestehenden Motorkonzepten darauf verzichtet, eine λ-1-Regelung zu schaffen. Der Gesetzgeber hat diese Möglichkeit eröffnet, auch für die Nachrüstung bei bereits registrierten Kraftfahrzeugen. Die gewährte Steuerbefreiung war geringer als bei der aufwendigeren Lösung des geregelten Systems. Der Motor wurde in diesem Falle leicht mager betrieben, um die Abgaskomponenten CO und HC aufoxidieren zu können. Auf eine Regelung wurde verzichtet, eine Steuerung der Gemischzusammensetzung war ausreichend, eine λ-Sonde wurde nicht benötigt. Allerdings musste man auf eine Reduktion der Stickoxide verzichten.

### NOx-Speicherkatalysator
Für den NOx-Speicherkatalysator („NSK“) sind auch die englischen Abkürzungen LNT (Lean NOx Trap) und NSC (NOx Storage Catalyst) gebräuchlich.
Die oben beschriebenen Edelmetallkatalysatoren, erfüllen auch am mager betriebenen Direkteinspritz-Ottomotor ihre Aufgaben der oxidativen Nachbehandlung von CO und HC. Der reduktive, die Stickoxidemissionen betreffende Reaktionspfad ist im mageren Abgas jedoch unwirksam. Dieses Motorenkonzept erfordert demzufolge ein neues Nachbehandlungskonzept für die Einhaltung weltweiter NOx-Standards. Für den auch mager betriebenen Ottomotor hat sich mittlerweile die NOx-Speichertechnologie durchgesetzt, allerdings werden aktuell (2019) fast keine Ottomotoren mit mageren Betriebsarten angeboten.
Bei dieser Technologie werden die während des Magerbetriebs emittierten Stickoxide in der Katalysatorbeschichtung, dem Washcoat eingelagert und somit zwischengespeichert. Zur Regeneration müssen zyklisch Betriebsphasen mit unterstöchiometrischem – also fettem – Gemisch zwischengeschaltet werden. Die dann im Rohabgas vorliegenden CO- und HC-Bestandteile werden dann dazu herangezogen, den Sauerstoff der Stickoxide aufzunehmen. Am Ausgang des Katalysators liegen dann die aufoxidierten und ungefährlichen Abgasbestandteile CO2, H2O vor, ein mehr oder weniger großer Restbestand Sauerstoff (O2) sowie der reduzierte Anteil ungefährlichen Stickstoff (N2). Die wegen des fetten Motorbetriebs zusätzlich vorhandenen CO- und HC-Bestandteile werden von der Edelmetallbeschichtung auch noch aufoxidiert und unschädlich gemacht.
Der zyklisch über wenige Sekunden eingeschobene fette Motorbetrieb zur Regeneration wird vom Motorsteuergerät gestartet. Für einen PKW ist das in etwa alle paar Minuten / nach ein paar Kilometern notwendig. Durch die vermehrte Kraftstoffeinspritzung („fettes Gemisch“) während dieser Phase wird ein gewisser Mehrverbrauch verursacht, der im europäischen Fahrzyklus etwa 1–2 % beträgt.  Bei der Regenerierung läuft die Verbrennung also unter Luftmangel ab, was zu Rußbildung führt und somit den Partikelfilter stark belädt / belastet.
Problematisch bei dieser Technologie ist das einzuhaltende Temperaturfenster. Sind die Abgastemperaturen zu niedrig, ist eine Teilfunktion, nämlich die NO2-Bildung (aus NO) nicht in Funktion. Bei zu hohen Temperaturen nimmt die Stabilität des gebildeten Nitrats ab. Ganz allgemein sind zu hohe Temperaturen zu vermeiden, da der Katalysator dadurch schneller altert.

### Partikelfilter
Ottomotoren mit Direkteinspritzung werden zunehmend mit Ottopartikelfiltern ausgestattet, da ohne diese die maximale Partikelanzahl mit der neuesten Abgasnorm Euro 6d-TEMP oft nicht mehr eingehalten werden kann.

## Abgasnachbehandlung bei Dieselmotoren
Der Dieselmotor arbeitet im Gegensatz zum Ottomotor mit sehr viel höheren Luft-Kraftstoffverhältnissen (Luftverhältnissen). Hinzu kommt, dass die Last des Motors nicht wie beim Ottomotor über die Gemischmenge eingestellt wird, sondern durch die eingespritzte Kraftstoffmenge. Da die Luftmenge immer gleich bleibt, ändert sich also je nach eingestellter Last das Kraftstoffverhältnis. Man spricht beim Dieselmotor von Qualitätsregelung. Die Größe „Luftverhältnis“ scheidet also prinzipiell als Beeinflussungsmöglichkeit für das Abgas aus. Lediglich bei Volllast ist über die Begrenzung der Kraftstoffzufuhr eine geringfügige Beeinflussung möglich. Damit kann die Rauchzahl bzw. Partikelemission begrenzt werden. Früher war das der einzige Gesichtspunkt in Bezug auf die Abgasproblematik beim Dieselmotor. Seit Mitte der 1980er Jahre hat sich das jedoch geändert. Wie beim Ottomotor wurde auch beim Dieselmotor die Abgasgesetzgebung deutlich verschärft.

### Thermische Reaktoren
Thermische Reaktoren wurden sowohl bei Otto- als auch bei Dieselmotoren eingesetzt. Die Wirkungsweise ist die gleiche: CO und HC sollten durch entsprechend hohe Abgastemperaturen hinter dem Motorauslass „nachverbrannt“ werden. Die notwendigen Temperaturen werden allerdings beim Dieselmotor -insbesondere beim Diesel mit Direkteinspritzung – selten oder nur kurzzeitig erreicht. Die Wirkung thermischer Reaktoren ist daher sehr begrenzt. Ähnlich verhält es sich mit der Nachreaktion von Ruß, wobei neben der Temperatur auch die Verweilzeit nicht ausreicht. Thermische Reaktoren sind daher für Dieselmotoren nur wenig geeignet.

### Abgasrückführung
Die Abgasrückführung (AGR, engl. EGR Exhaust Gas Recirculation) bezeichnet die Rückführung von Abgasen in den Aussaugtrakt des Motors. Sie dient der Emissionsminderung von Stickoxiden (NOx), da durch die Rückführung erstens weniger Sauerstoff (O) zur Verfügung steht, zweitens durch die erhöhte Wärmekapazität geringere Verbrennungstemperaturen auftreten. Die Abgasrückführung wird oftmals nicht der Abgasnachbehandlung zugerechnet, weil damit das Entstehen von Emissionen im Motor verhindert wird und nicht entstandene Emissionen umgewandelt werden.

### Oxidationskatalysator
Bis in die 1990er Jahre kamen bei Pkw-Dieselmotoren ausschließlich Oxidationskatalysatoren zum Einsatz. Damit können Kohlenwasserstoffe HC, Kohlenmonoxide CO sowie lösliche Partikel oberhalb einer Temperatur von etwa 170 °C oxidiert werden. Für eine gleichbleibend hohe Konvertierungsrate ist dabei wichtig, dass
- keine „Vergiftung“ des Katalysators durch Schwefeloxidationsprodukte auftritt,
- keine Verschmutzung der katalytisch aktiven Flächen durch z. B. Rußablagerung erfolgt.

Beides hat Einfluss auf die Konvertierungsrate von CO und HC. Die Gefahr ist allerdings nicht mehr hoch, da in den hochentwickelten Ländern der Triade -also Europa der EU (25 Staaten), USA (weitgehend) und Japan- nur noch schwefelfreier Dieselkraftstoff mit einem Schwefelgehalt unter 15 ppm angeboten werden darf.
Stickoxide werden von Oxidationskatalysator nicht verringert, da ein Reduktionsmittel wie Kohlenmonoxid oder Ammoniak bei Luft- bzw. Sauerstoffüberschuss nicht vorhanden ist. Es kann allerdings eine Umwandlung von NO zu NO2 stattfinden.

### Selektive katalytische Reduktion (SCR)

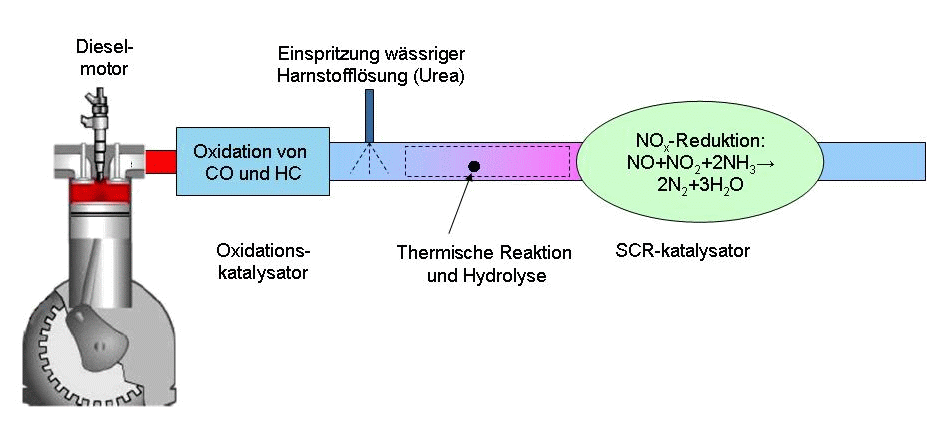
Abgasstrang des Dieselmotors mit Katalysatoren und Harnstoffeinblasung, schematische Darstellung

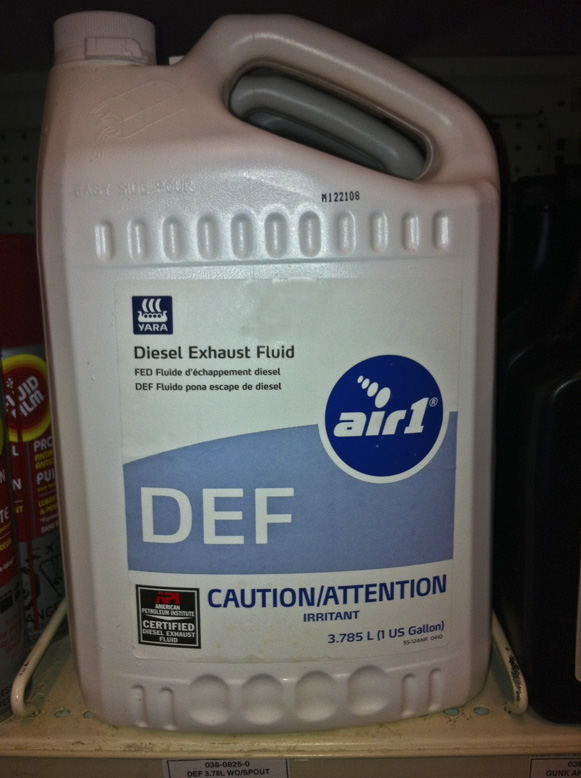
Diesel Exhaust Fluid (DEF)

Für die Reduktion von Stickoxiden bei der SCR werden Katalysatoren und Reduktionsmittel – z. B. NH3 (Ammoniak) – eingesetzt. Eingespritzt wird dann eine wässrige Harnstofflösung, aus der im weiteren Verlauf des Transportes durch das Abgasrohr durch Hydrolyse Ammoniak entsteht. SCR hat sich inzwischen bei Nutzfahrzeugen weitestgehend durchgesetzt. Die genormte Harnstofflösung AUS 32 ist an vielen Tankstellen und anderen Verkaufskanälen weltweit unter dem Namen AdBlue erhältlich. Im Pkw-Bereich gibt es seit Ende der 2009er Jahre auch Modelle, die Stickoxide mittels SCR reduzieren.
Um den Verbrauch an Harnstofflösung zu reduzieren, wurde die SCR-Abgasnachbehandlung in Fahrzeugen oftmals rechtswidrig abgeschaltet bzw. manipuliert.

### NOx-Speicherkatalysator
Er arbeitet analog zum oben beschriebenen NOx-Speicherkatalysator beim Ottomotor. Der zur Regeneration periodisch notwendige Betrieb mit fettem Motorgemisch ist beim Dieselmotor schwerer darstellbar und nicht in allen Betriebsbereichen möglich.

### Partikelfilter

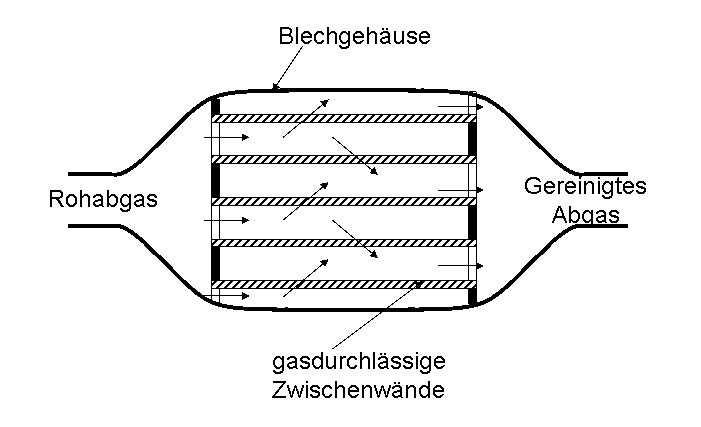
Wirkungsweise des keramischen Partikelfilters (schematisch)

Der strengen Limitierung der Partikelemissionen begegnet man mit regenerativen Partikelfiltern. Bisher haben sich Filter aus porösen Keramiken durchgesetzt, die bei einer bestimmten Beladung mit Rußpartikeln regeneriert werden müssen. Bei der Regeneration werden die Rußpartikel verbrannt, eingeleitet wird dieser Vorgang durch das Motorsteuergerät. Durch die anwachsende Rußbeladung des Filters steigt der Abgasgegendruck stetig an, so dass der Motor immer mehr Leistung aufwenden muss, sein Abgas auszuschieben. Als Maß für die Notwendigkeit einer durchzuführenden Regeneration wird der Differenzdruck über den Partikelfilter sensiert. Oberhalb von ca. 600 °C brennen die Partikel zu CO2 ab. Im normalen Fahrbetrieb stellen sich solch hohe Temperaturen beim Dieselmotor jedoch nicht ein, so dass hierfür gesonderte Maßnahmen notwendig sind. Den Start der Verbrennung leitet das Motorsteuergerät durch eine Spätverstellung der Einspritzung ein, so dass ein Teil des eingespritzten Kraftstoffs noch im Abgasrohr mit entsprechend hohen Temperaturen nachverbrennt. Ist die Rußverbrennung angesprungen, sorgt die entstehende Wärme im Filter dafür, dass auch der Rest der Partikelbeladung erfasst wird. Daraufhin kann dann der Einspritzzeitpunkt wieder die normalen Kennfeldwerte annehmen.

## Betriebstemperaturen von Katalysatoren
Die Effektivität eines Katalysators, die Umwandlungs- oder Konvertierungsrate, hängt neben anderen Faktoren entscheidend von der Betriebstemperatur ab. Unterhalb von ca. 140 °C finden praktisch keine Reaktionen statt. Das ist der Grund dafür, dass sich innerhalb der ersten Sekunden eines zum Zwecke der Typprüfung von Kfz durchgeführten Fahrzyklus entscheidet, ob der Test bestanden wird oder nicht. Denn innerhalb dieser ersten Sekunden ist der Motor noch nicht betriebswarm, emittiert viel CO und HC. Der Katalysator ist aber ebenfalls noch nicht betriebswarm, wandelt die emittierten Schadstoffe nur unzureichend um.
Es gibt einige Strategien, die Abgastemperatur schnell anzuheben: Man arbeitet mit Sekundärluft, oder man legt die Position des Katalysators in die Nähe des Motors. Bei der letzteren Maßnahme ist aber – zumindest bei Ottomotoren – die Gefahr gegeben, dass in anderen Betriebsbereichen, beispielsweise in der Nähe der Nennleistung, die Temperaturen zu hoch werden. Denn Temperaturen oberhalb 1000 °C zerstören den Katalysator. Gute Umsetzungsraten und lange Lebensdauer sind bei 400 °C bis 800 °C gegeben.